# Parastathes apicalis
Parastathes apicalis är en skalbaggsart som först beskrevs av Aurivillius 1925.  Parastathes apicalis ingår i släktet Parastathes och familjen långhorningar. Inga underarter finns listade i Catalogue of Life.